# ۱۵۹۳ (میلادی)
۱۵۹۳ (میلادی) هزار و پانصد و نود و سومین سال تقویم میلادی است.

## زادگان
- 15 آوریل - ممتاز محل : همسر ایرانی تبار شاه جهان امپراتور مغول هندوستان.

‎